# Obnova (Bulharsko)
Obnova (bulharsky Възраждане) je nacionalistická politická strana v Bulharsku.

## Vůdcovství
- Kostadin Kostadinov – předseda
- Velislav Christov – místopředseda
- Petar Petrov – místopředseda
- Cončo Ganev – místopředseda
- Nikolaj Drenčev – sekretář

## Volební výsledky

### Volby do Národního shromáždění

#### 2017
ÚVK zaregistrovala stranu Obnova k účasti v parlamentních volbách 26. března 2017.
| volby           | získaných mandátů | celkem hlasů | hlasů ze zahraničí | %      | pořadí | vládní angažmá | poznámky |
| --------------- | ----------------- | ------------ | ------------------ | ------ | ------ | -------------- | -------- |
| 2017            | 0/240             | 37,896       | 2,291              | 1.08%  | 11.    | mimo parlament |          |
| 2021 (duben)    | 0/240             | 78,395       | 12,647             | 2.41%  | 9.     | mimo parlament |          |
| 2021 (červenec) | 0/240             | 82,147       | 10,555             | 2.97%  | 8.     | mimo parlament |          |
| 2021 (listopad) | 13/240            | 127,568      | 13,755             | 4.86%  | 7.     | v opozici      |          |
| 2022            | 27/240            | 254,952      | 24,814             | 9.83%  | 4.     |                |          |
| 2023            | 37/240            | 358,174      | 29,216             | 13.58% | 3.     |                |          |